# Alperøn
Alperøn (Sorbus chamaemespilus), også skrevet Alpe-Røn, er en løvfældende busk med en lidt stiv, opret vækst. grenene er tykke med store knopper. Blomsterne er rosenrøde og frugterne er ægformede og vinrøde.

## Beskrivelse
Barken er først lysegrøn med hvid-lige hår. Senere bliver den glat og rødbrun med lyse barkporer. Gammel bark er grå og svagt opspræk-kende. Knopperne er spredte, ret store og æg-formede med lysegrønne, glatte skæl. Bladene er ægformede med fint takket rand. Oversiden er græs-grøn og let rynket, mens undersiden er gulgrøn og svagt håret. Høstfarven spænder fra gult over rødt til brunt. 
Blomstringen sker fra maj til juli. Blom-sterne er samlet i ende-stillede halvskærme, hvor de enkelte blomster er rosenrøde (!). Frugterne er ægformede og vinrøde.
Planterne leveres som regel podet på grundstamme af seljerøn. Derfor klarer de sig også på jorde, hvor de egentlig ikke hører hjemme. Planten fremkalder jordtræthed.
Højde x bredde og årlig tilvækst: 3 x 2 m (40 x 30 cm/år).

## Hjemsted
Alperøn hører hjemme i de mellem- og sydeuropæiske bjerge, hvor den findes på kalkholdig bund som krat eller underskov under europæisk lærk og cembrafyr. 
De naturlige ledsageplanter omfatter arter som akselrøn, rypelyng, alpegedeblad, bjergfyr, bjergrose, buksbommælkeurt, Rhodothamnus chamaecistus, rundbladet bærmispel, 
Spyd-Pil, stængelløs ensian, svalerodensian, Valeriana montana og vårlyng.
| Portal | Portal:Botanik |